# Jean Moyreau
Jean Moyreau (1690-1762) est un graveur et éditeur d'estampes français.

## Biographie
Jean Moyreau est né à Orléans, paroisse Saint-Paul, le 16 janvier 1690.
Monté à Paris, il devient l'élève de Bon Boullogne, puis membre de l'Académie royale de peinture et de sculpture le 29 décembre 1736. Il expose au Salon entre 1737 et 1761.
Il a gravé au burin principalement l'œuvre d'Antoine Watteau (1735) et de Philips Wouwermans, d'une part dans le cadre de la traduction du Recueil Crozat et d'autre part, celui de Jean de Jullienne. Il fait partie des graveurs employés sur le Recueil d'estampes d'après les plus beaux tableaux et d'après les plus beaux desseins qui sont en France (François Basan, 1763).
Vers 1739, il est dit graveur du roi et ayant son atelier-échoppe parisien rue Galande, puis vers 1750, « rue du Petit-Pont S. Séverin à l'image Nôtre Dame ».
Il meurt à Paris le 26 octobre 1762.
On trouve à Rome une œuvre : Museo Francescano dei frati minore Cappuccini – Istituto Storico dei Cappuccini (Musée Franciscain des frères mineurs Capucins. Institut Historique des Frères Capucins): La carità dei cappuccini – La charité des capucins. N° d'inventaire 0381.

## Galerie

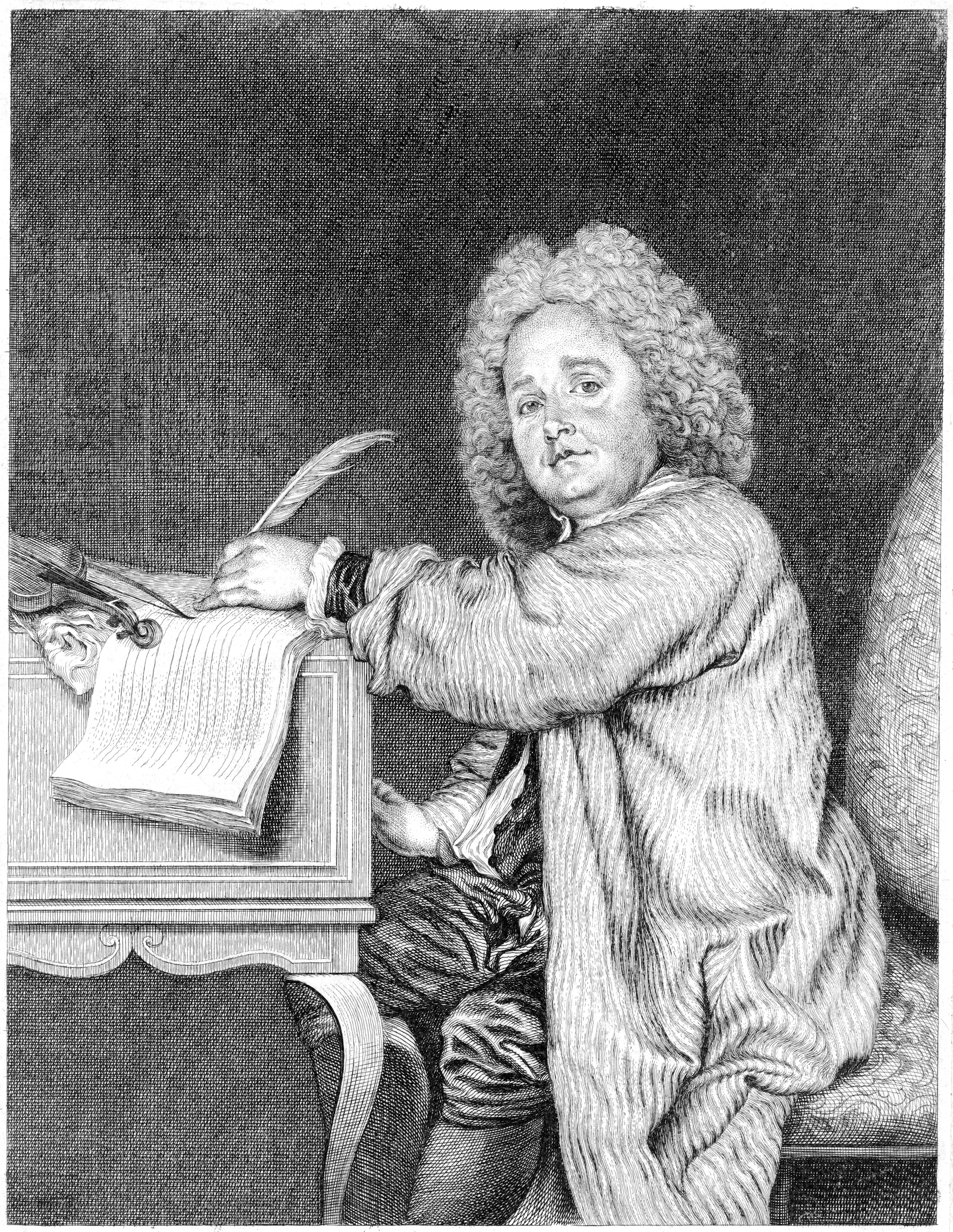
Portrait de Jean-Féry Rebel, d'après Watteau.
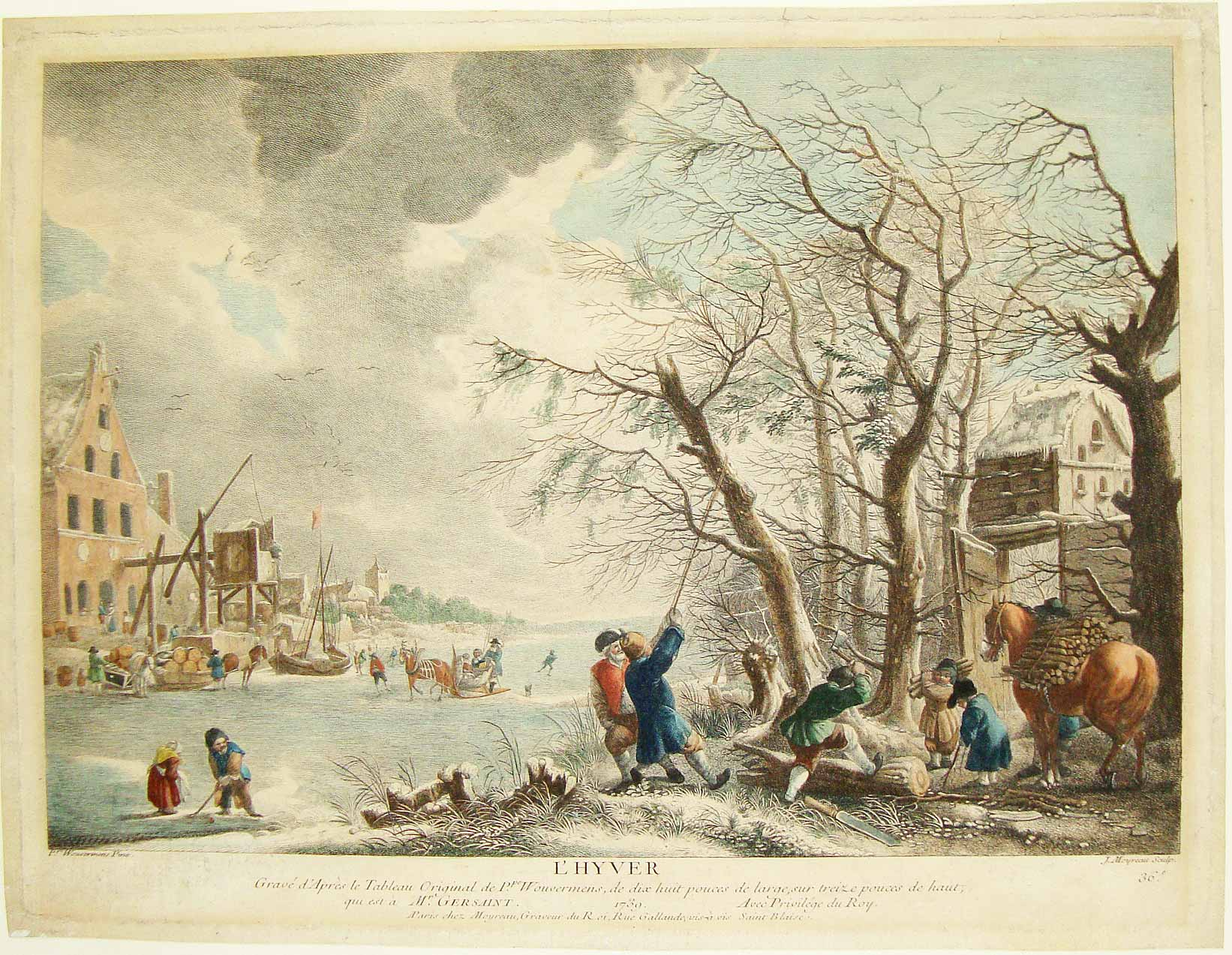
L'Hiver (1739), d'après Philips Wouvermans (collection Guersaint).
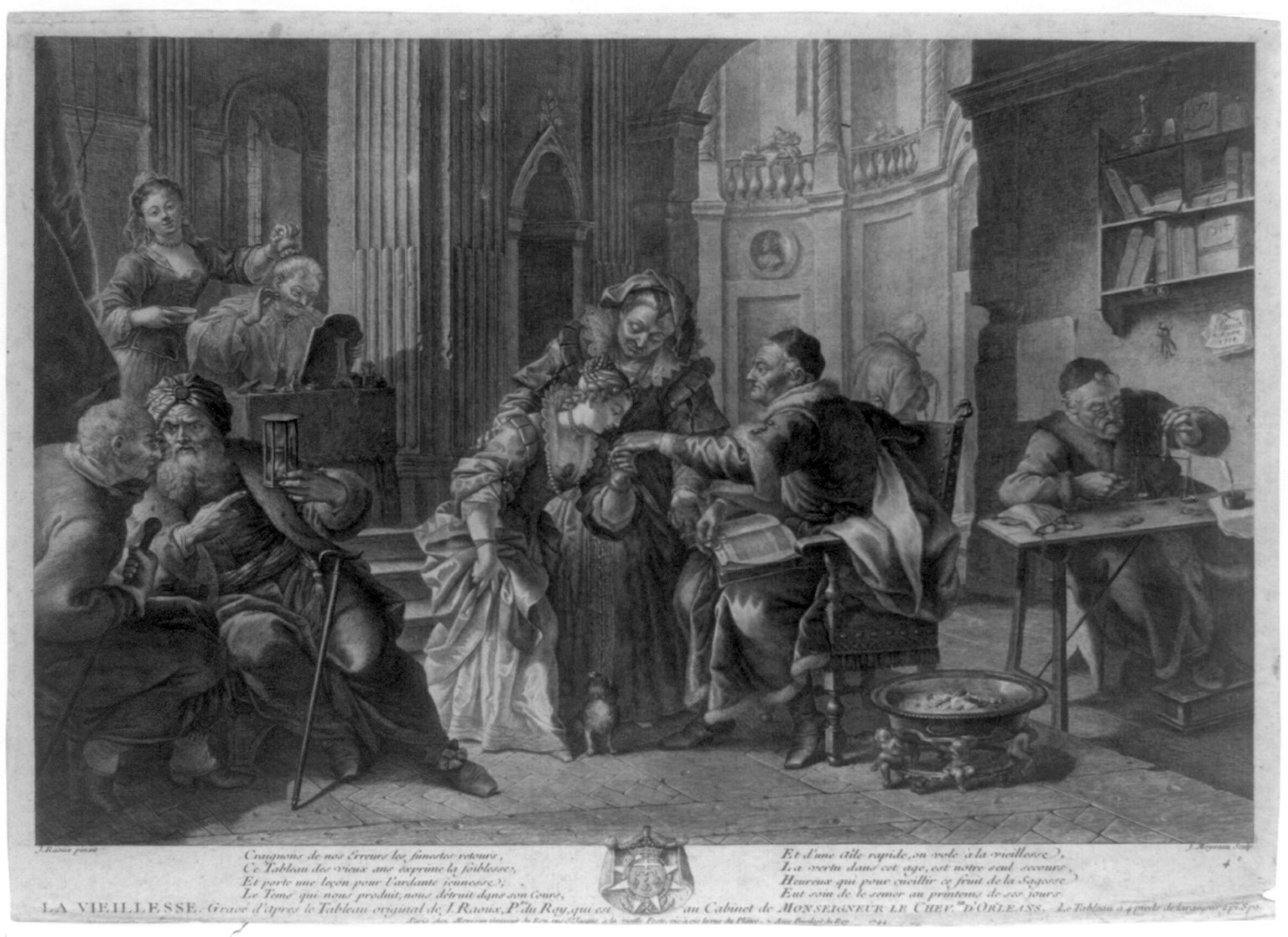
La Vieillesse (1744), d'après Jean Raoux (collection d'Orléans)
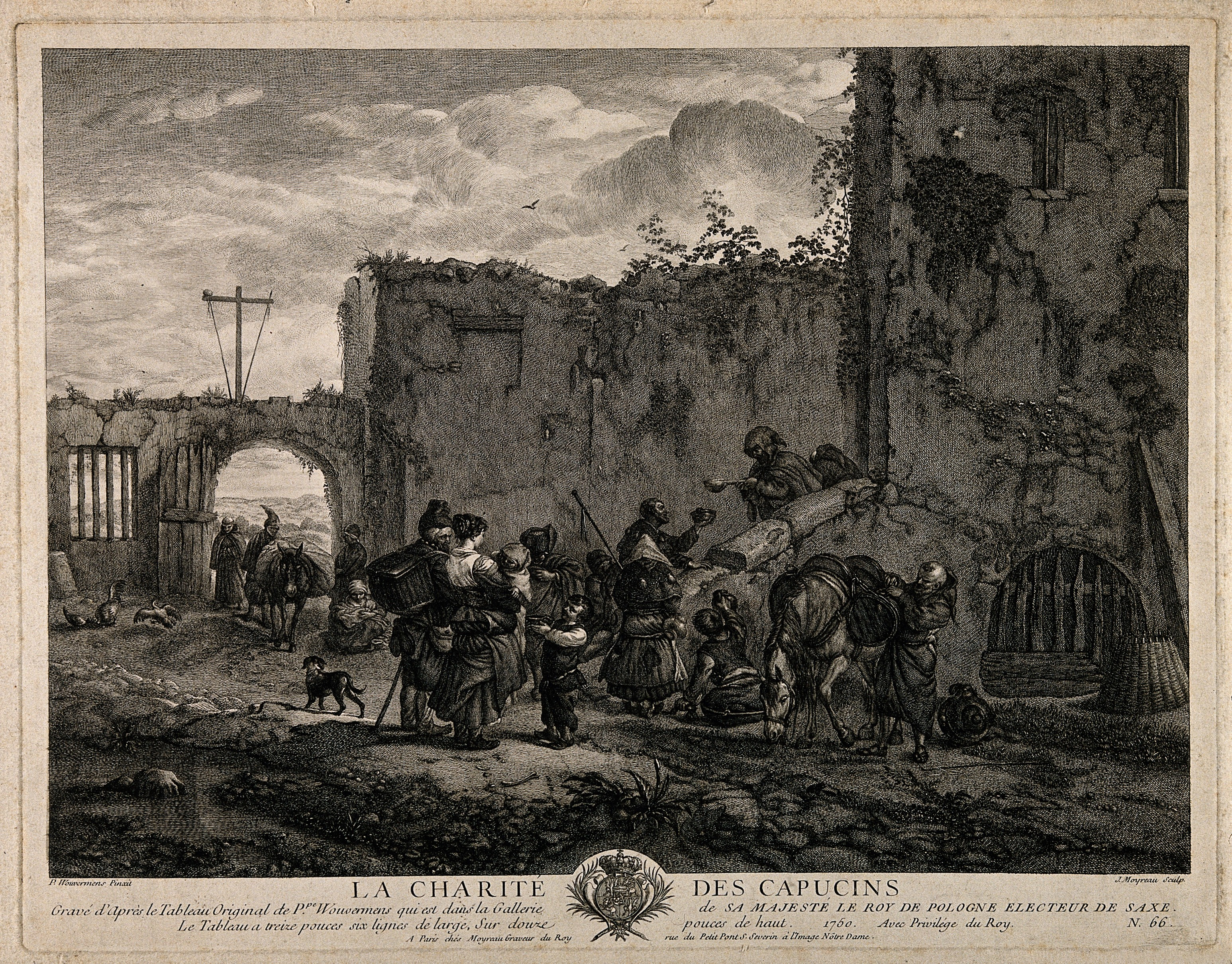
La Charité des capucins (1750), d'après Philips Wouvermans.